# Joachim Frank
Joachim Frank (født 12. september 1940) er en tyskfødt amerikansk biofysiker på Columbia University og nobelprismodtager. Han bliver betragtet som en af grunlæggerne af enkeltpartikel cryo-elektron mikroskopi (cryo-EM), som han modtog nobelprisen i kemi for i 2017 sammen med Jacques Dubochet og Richard Henderson. Han har også lavet vigtige bidrag til struktur og funktion af ribosomer fra bakterie og eukaryoter.

## Udvalgt bibliografi

### Bøger
- Frank, Joachim (2014), Found in Translation – Collection of Original Articles on Single-Particle Reconstruction and the Structural Basis of Protein Synthesis, Singapore: World Scientific Press, ISBN 978-9814522809.
- Frank, Joachim (2011), Molecular Machines in Biology: Workshop of the Cell, Cambridge: Cambridge University Press, ISBN 978-0-521-19428-0.
- Glaeser, Robert M.; Downing, Ken; Chiu, Wah; Frank, Joachim; DeRosier, David (2007), Electron Crystallography of Biological Macromolecules, Oxford: Oxford University Press, ISBN 978-0-19-508871-7.
- Frank, Joachim (2006), Electron Tomography (2nd udgave), New York: Springer, ISBN 978-0387312347.
- Frank, Joachim (2006), Three-Dimensional Electron Microscopy of Macromolecular Assemblies (2nd udgave), Oxford: Oxford University Press, ISBN 978-0195182187.

### Artikler
- Frank, Joachim (2015). "Generalized single-particle cryo-EM – a historical perspective". Microscopy. 65: 3-8. doi:10.1093/jmicro/dfv358. PMC 4749046. PMID 26566976.
- Frank, Joachim; Gonzalez, Jr., Ruben L. (2010). "Structure and dynamics of a processive Brownian motor: the translating ribosome". Annu. Rev. Biochem. 79: 381-412. doi:10.1146/annurev-biochem-060408-173330. PMC 2917226. PMID 20235828.
- Frank, Joachim; Spahn, , Christian M.T (2010). "The ribosome and the mechanism of protein synthesis". Rep. Progr. Phys. 69: 1383-1417. doi:10.1088/0034-4885/69/5/R03.
- Frank, Joachim (2009). "Single-particle reconstruction of biological macromolecules in electron microscopy -- 30 years". Q. Rev. Biophys. 42: 139-158. doi:10.1017/S0033583509990059. PMC 2844734. PMID 20025794.